# Kepler-114
Désignations
Kepler-114 est une étoile de la constellation du Cygne. Elle est distante d'environ ∼ 853 a.l. (∼ 262 pc) de la Terre.
Kepler-114 est une naine rouge de type spectral M0V. D'une masse de 0,56 ± 0,06 masse solaire pour un rayon de 0,667 ± 0,035 rayon solaire, elle est l'objet primaire d'un système planétaire dont les trois objets secondaires connus sont Kepler-114  b, Kepler-114 c et Kepler-114 d, trois planètes confirmées.